# Park Lane International School
Park Lane International School zkr. PLIS (česky Mezinárodní škola Park Lane) je mezinárodní vzdělávacích instituce provozující systém několika nezávislých škol denního studia se sídlem v Praze v Česku.

## Charakteristika
Ačkoli je Park Lane IS klasifikována jako britská mezinárodní škola, vzhledem ke své poloze v Česku nabízí pro všechny žáky také intenzivní český program. Tento program zajišťuje, že studenti Park Lane skládají každoroční české státní zkoušky v souladu s českými zákony.
Studentská a žákovská komunita pražský škol Park Lane čítá přes 600 studentů více než 40 národností. Poměr domácích a zahraničních studentů je 54 % : 46 %.

## Historie
Mezinárodní škola Park Lane byla otevřena v roce 2007. Během prvních 7 let se rozrostla v plnohodnotnou základní školu se 180 žáky. V roce 2013 byl otevřen areál Střední školy ve Valdštejnské ulici. Výuka v areálu Senior school na Klárově byla zahájena v akademickém roce 2017/2018.

### Místa

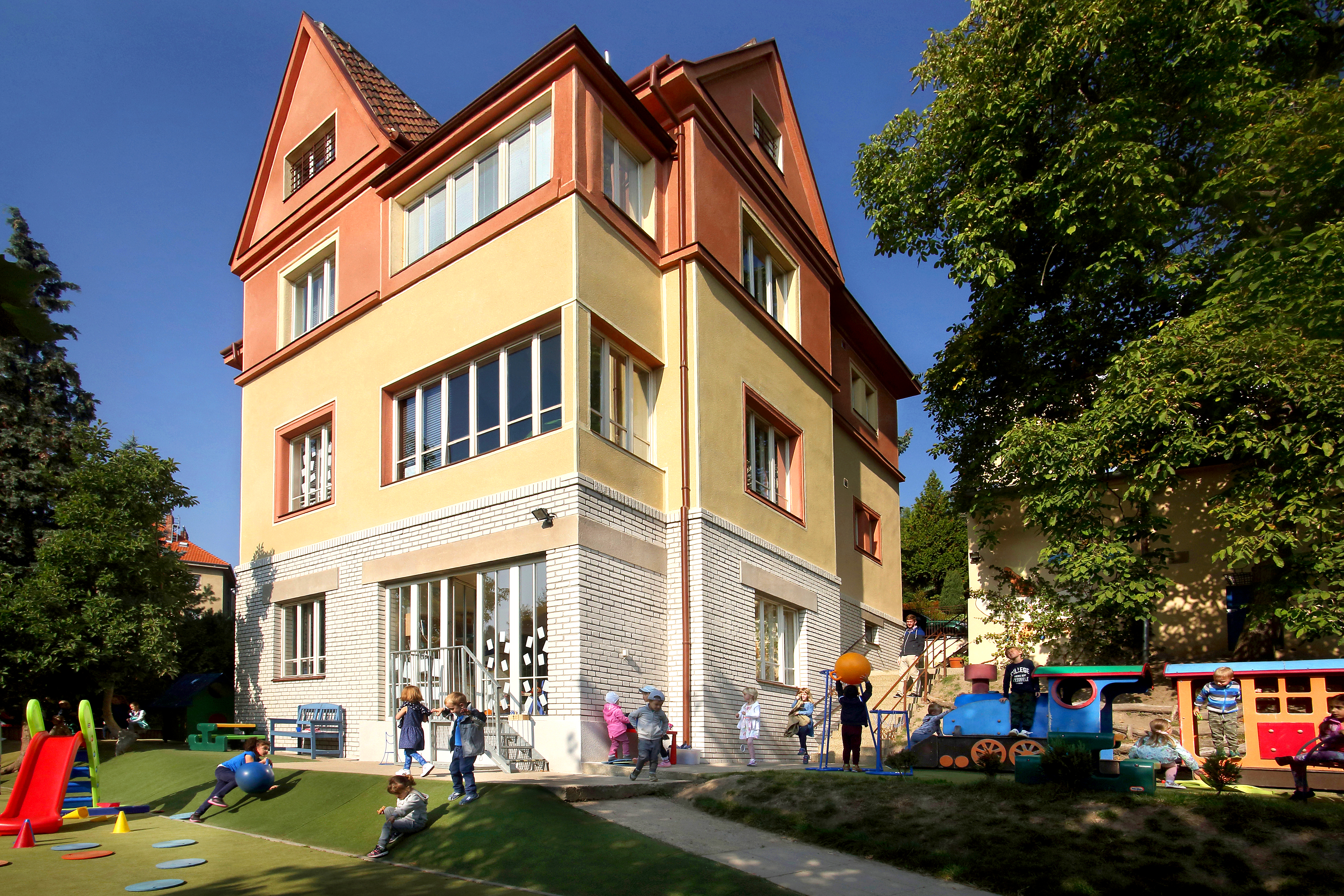
Anglická školka Nessie, Praha 5

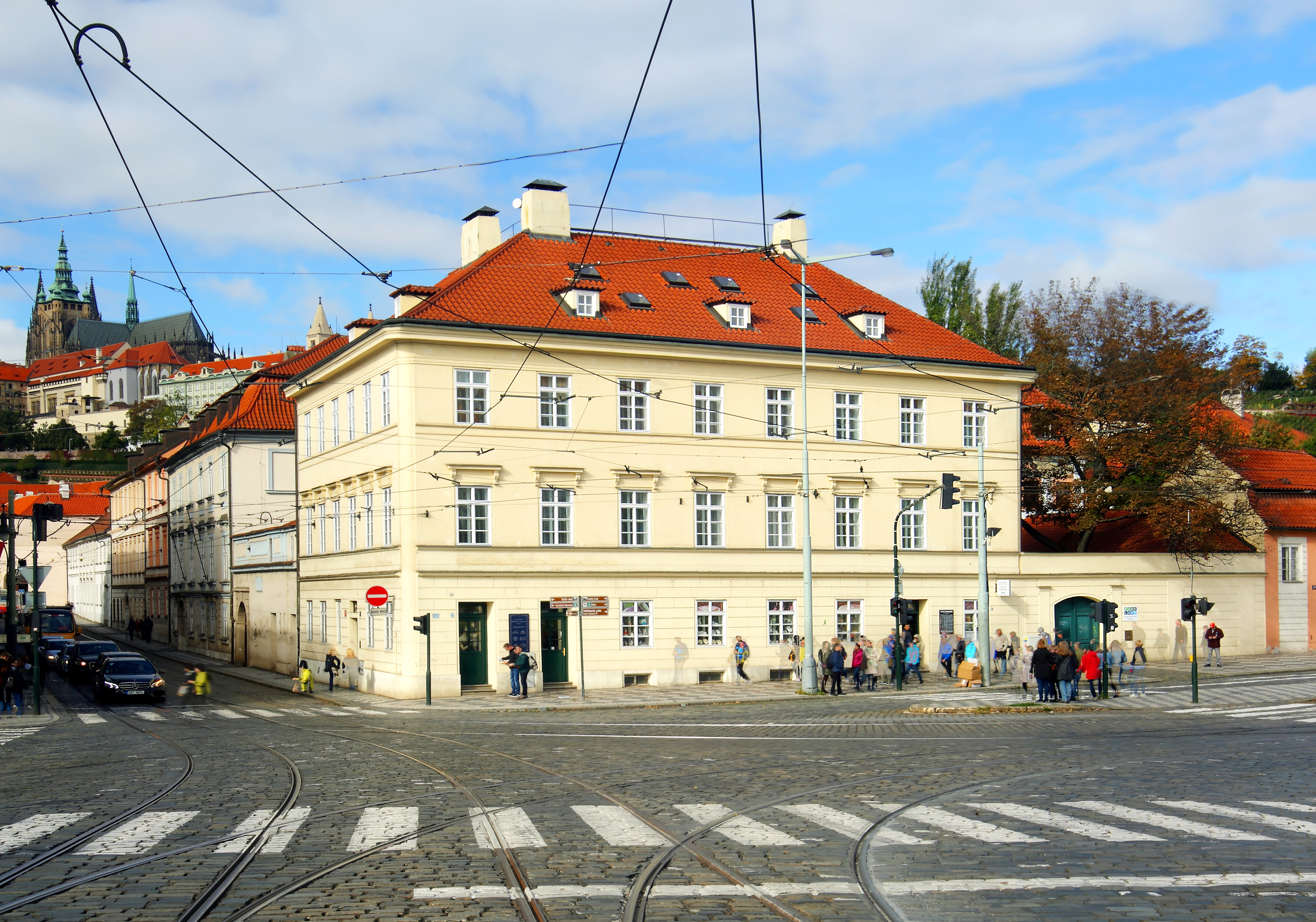
Areál Klárov, kampus 10.-13.ročníku SŠ

První z kampusů Park Lane International School pro děti ve věku od 2 do 6 let byl otevřen v Praze 5-Smíchově v lokalitě Bertramka.
Kampus Základní školy sídlí v budově zvané Norbertov v sousedství kostela sv. Norberta v Praze 6-Střešovicích. Původně církevní budova z roku 1904 sloužila jako mateřská škola. Další součástí střešovického kampusu je vila s účelovou zahradou na pobočce Sibeliova. V kampusu Střešovice je určen děti od jeslí do 5. ročníku.
Střední škola PLIS byla otevřena v září 2013 na Malé Straně v budově na Klárově v blízkosti stanice metra Malostranská. Budova je obklopena vlastní obezděnou zahradou o velikosti 3000 m2. Pobočka na Klárově slouží studentům posledních čtyř ročníků středních škol. Je registrovanou lokalitou pro mezinárodní zkoušky Cambridge IGCSE a vzdělávací program IB Diploma Programme.
Od roku 2022 přibyl do nabídky Park Lane nový kampus na Úvoze na Malé Straně. Tento kampus slouží zejména pro studenty bakalářských programů ve věku od 16 do 18 let.